# Hans Lagerqvist
Hans Ture Lennart Lagerqvist (né le 28 avril 1940 à Göteborg et mort le 22 juillet 2019) est un athlète suédois spécialiste du saut à la perche. 

## Biographie
Licencié au Duvbo IK, Hans Lagerqvist mesure 1,82 m pour 73 kg.

### Palmarès
| Date | Compétition                    | Lieu     | Résultat | Performance |
| ---- | ------------------------------ | -------- | -------- | ----------- |
| 1971 | Championnats d'Europe          | Helsinki | 4e       | 5,25 m      |
| 1972 | Championnats d'Europe en salle | Grenoble | 2e       | 5,40 m      |
| 1972 | Jeux olympiques d'été          | Munich   | 7e       | 5,20 m      |

### Records
| Épreuve          | Performance | Lieu     | Date |
| ---------------- | ----------- | -------- | ---- |
| Saut à la perche | 5,40 m      | Grenoble | 1972 |